# 对数分布
在概率论与统计学中，对数分布是一种离散概率分布形式，它也称为对数级数分布。
对数分布是从−ln(1−p)的麦克劳伦级数展开
{\displaystyle -\ln(1-p)=p+{\frac {p^{2}}{2}}+{\frac {p^{3}}{3}}+\cdots .}
派生出来的，因此
{\displaystyle \sum _{k=1}^{\infty }{\frac {-1}{\ln(1-p)}}\;{\frac {p^{k}}{k}}=1.}
这样就可以直接导出呈Log(p)分布的随机变量在{\displaystyle k\geq 1}且{\displaystyle 0<p<1}时的概率集聚函数：
{\displaystyle f(k)={\frac {-1}{\ln(1-p)}}\;{\frac {p^{k}}{k}}}
由于上面是单位值，所以这个分布已经进行了归一化。
累积分布函数位
{\displaystyle F(k)=1+{\frac {\mathrm {B} _{p}(k+1,0)}{\ln(1-p)}}}
其中{\displaystyle \mathrm {B} }是不完全贝塔函数。
羅納德·費雪將這種分佈應用在群體遺傳學上。